# Ноздрище
Ноздри́ще — село в Україні, у Народицькій селищній територіальній громаді Коростенського району Житомирської області. Населення становить 5 осіб. Це село відселено внаслідок Чорнобильської катастрофи.

## Історія

### У складі Речі Посполитої
Вперше згадане у акті 1545 року. На 1571 рік Ноздрище (польськ. Nozdryszcze, Nozdzysz) у володінні Філона Семашко та Грицька Яковича, у 1581 році — частина Яковича у володінні Андрія Тимофійовича Сингура. У 1628 році землі у власності Олізара Тимофійовича Сингура (також Синкгура), Богдана Солтана та Стефана Пєслака. 
У вересні 1651 року на село напав Базиль Бачинський та вбив двох жителів, про що до Житомирського гродського уряду повідомляла власниця цих земель — Катерина Потоцька з синами Яном, Каролем та Константом.  
Згідно актів подимного податку 1754 року, частина землі Ноздрища у власності Стецької Антоніни з Коссаковських, доньки волинського хорунжого Олександра, вдови київського каштеляна Казиміра-Станіслава Стецького. Друга частина належала пану Павші. 

### У складі Російської імперії
У 1860 році селом володів Мевес. Також успадкував села Нові та Старі Шарно.  
У 1906 році Ноздрищ-Нове Шарно, село Христинівської волості Овруцького повіту Волинської губернії. Відстань від повітового міста 32 версти, від волості 1. Дворів 175, мешканців 1089.